# Sorja (Zeitschrift)
Sorja (ukrainisch Зоря, wörtlich „Stern“) war eine ukrainische literarische und wissenschaftliche Zeitschrift.
Sie wurde von 1880 bis 1885 von Omeljan Partyzkyj und bis 1897 von der Wissenschaftlichen Gesellschaft Schewtschenko in Lwiw herausgegeben und erschien halbmonatlich. Sie beschäftigte sich mit gesamtukrainischen Themen und hatte Autoren und Abonnenten aus den zu Österreich-Ungarn und dem Russischen Kaiserreich gehörenden ukrainischen Gebieten. Bis 1891 verwendete sie eine etymologische Schreibweise und von da an eine phonematische Orthographie.
Sorja enthielt literarische Studien von Iwan Franko, Mychajlo Hruschewskyj, Ahatanhel Krymskyj, und Wassyl Schtschurat sowie Artikel zu historischen, ethnografischen und wirtschaftlichen Themen von Orest Lewyzkyj, Franko und Oleksandr Konyskyj. Lemken gehörten ebenfalls zur Autorenschaft. In der Zeitschrift erschienen auch mehrere Biografien und Memoiren sowie die Korrespondenz prominenter Persönlichkeiten.
Der Literarisch-wissenschaftliche Herold wurde Sorjas Nachfolger. Ein systematischer Index wurde 1988 in Lwiw veröffentlicht.